# HD166095
HD166095 — хімічно пекулярна зоря спектрального класу A4, що має видиму зоряну величину в смузі V приблизно  6,3.
Вона  розташована на відстані близько 532,1 світлових років від Сонця.

## Фізичні характеристики
Зоря HD166095 обертається 
порівняно повільно 
навколо своєї осі. Проєкція її екваторіальної швидкості на промінь зору становить  Vsin(i)= 33км/сек.